# 2-Метилпентан
2-Метилпента́н, изогекса́н, диметилпропилмета́н — химическое органическое соединение из группы алифатических предельных углеводородов, один из изомеров гексана.

## Нахождение в природе
2-метилпентан в заметных количествах присутствует в нефти.

## Получение
Соединение может быть получено каталитической изомеризацией из н-гексана.

## Химические свойства
По химическим свойствам 2-метилпентан является типичным предельным углеводородом, для него характерны такие реакции, как сульфоокисление, сульфохлорирование, галогенирование, нитрование, дегидрирование в присутствии катализаторов и окисление (горение).
Присоединение радикалов легче происходит в положении 2, так, при нитровании, галогенировании в основном получаются 2-метил-2-нитропентан, или, в случае бромирования 2-метил-2-бромпентан, но при этих реакциях также образуется смесь других изомеров с разной степенью замещения атомов водорода.
На никелевом катализаторе при нагреве возможна реакция дегидроциклизации с образованием метилциклопентана.
Уравнение полного окисления 2-метилпентана кислородом:
{\displaystyle {\ce {2 C6H14 + 19 O2 -> 12 CO2 + 14 H2O}}}.

## Физические свойства
2-Метилпентан — легковоспламеняющаяся, летучая, бесцветная жидкость со слабым специфическим запахом бензина.
Согласно уравнению Антуана давление насыщенного пара вещества может быть вычислено по формуле, {\displaystyle A=3{,}9640;} {\displaystyle B=1135{,}41;} {\displaystyle C=-46{,}578:}
{\displaystyle \log _{10}P=A-{\frac {B}{T+C}},}
где {\displaystyle P} — давление насыщенного пара, выраженное в барах,
{\displaystyle T} — температура в кельвинах,
Приведённая формула даёт хорошую точность в диапазоне температур от 286 до 334 К.
Температурную зависимость теплоты парообразования {\displaystyle \Delta _{V}H^{0}} в диапазоне температур от 298 K до 333 K можно рассчитать по уравнению:
{\displaystyle \Delta _{V}H^{0}-Ae^{-\beta T_{r}}(1-T_{r})^{\beta },}
где {\displaystyle \Delta _{V}H^{0}} выражена в кДж/моль,
{\displaystyle T_{r}=T/T_{C}} — приведённая температура,
{\displaystyle A=45{,}25} кДж/моль, {\displaystyle \beta =0{,}2739} и {\displaystyle T_{C}=497{,}5} К.
Октановое число 2-метилпентана 66.
Хроматографический индекс удерживания Ковача 569,5 (при 35 °С).

Давление насыщенного пара 2-метилпентана в зависимости от температуры.svg

Теплота кипения 2-метилпентана в зависимости от температуры

### Термодинамические свойства
Наиболее важные термодинамические свойства перечислены в таблице:
| Свойство                   | Обозначение                                   | Значение                                                                                     |
| -------------------------- | --------------------------------------------- | -------------------------------------------------------------------------------------------- |
| Энтальпия образования      | {\displaystyle \Delta _{f}H_{\text{газ}}^{0}} | −174,3 кДж/моль                                                                              |
| Теплота сгорания           | {\displaystyle \Delta _{c}H_{\text{газ}}^{0}} | −4157,7 кДж/моль                                                                             |
| Теплоёмкость               | {\displaystyle c_{p}}                         | 194,19 Дж/(моль·K) (25 °C) (жидкость)                                                        |
| Удельная теплота плавления | {\displaystyle \Delta _{f}H^{0}}              | 6,27 кДж/моль (при температуре плавления)                                                    |
| Удельная теплота испарения | {\displaystyle \Delta _{f}S^{0}}              | 53,43 кДж/моль (при температуре кипения)                                                     |
| Теплота кипения            | {\displaystyle \Delta _{v}H^{0}}              | 27,79 кДж/моль (при температуре кипения и при нормальном давлении) 30,1 кДж/моль (при 25 °C) |
| Критическая температура    | {\displaystyle T_{C}}                         | 224,5 °C                                                                                     |
| Критическое давление       | {\displaystyle P_{C}}                         | 30,4 бар                                                                                     |
| Критический объём          | {\displaystyle V_{C}}                         | 0,368 л/моль                                                                                 |
| Критическая плотность      | {\displaystyle \rho _{C}}                     | 2,72 моль/л                                                                                  |

## Применение
2-метилпентан используется в качестве растворителя и содержится в чистящих средствах.
Соединение также используется в качестве эталонного вещества в спектроскопии и хроматографии.

## Физиологическое действие
2-Метилпентан обладает наркотическим и общеядовитым действием. По степени воздействия на организм он относится к токсичным малоопасным веществам (4-го класса опасности). ПДК для промышленных помещений составляет 300 мг/м3 (для близкого по физиологическому действию вещества — н-гексана). При длительном вдыхании паров вещества возможно наркотическое опьянение, раздражение глаз, сонливость, угнетение центральной нервной системы. Хроническое отравление может вызвать паралич конечностей.
По нормам ACGIH среднесменная предельная концентрация 0,05 об. % или 1760 мг/м3. Максимальная разовая концентрация: при воздействии не более 15 минут, не чаще 4 раз в смену: 0,1 об. % или 3500 мг/м3(ACGIH 1993—1994).

## Опасность
Жидкость пожароопасная и легко воспламеняемая. Пары вещества тяжелее воздуха и стелются по нижней части помещений.
Смесь паров с воздухом взрывоопасна, концентрационные пределы взрываемости от 1 до 7 об. %. Температура вспышки -22 °C, температура самовоспламенения: 240 °C.